# 歐陽韶
歐陽韶，字子韶，江西等處行中書省吉安路永新州（今江西永新縣）人，明朝政治人物。
其早年授監察御史。当时朱元璋经常因怒杀人，其他御史不敢言，而歐陽韶则跪在殿下，仓促无法措辞，只能捧手加額，大呼「陛下不可！」朱元璋因其为人朴实，而听从其意见。后不久辞职回乡，卒于家中。